# Provincia di Diguillín
La provincia di Diguillín è una delle province della regione cilena di Ñuble il capoluogo è la città di Bulnes.	
La provincia è costituita da 9 comuni:
- Bulnes
- Chillán Viejo
- Chillán
- El Carmen
- Pemuco
- Pinto
- Quillón
- San Ignacio
- Yungay